# Mirnapis inca
Mirnapis inca är en biart som beskrevs av Urban 1998. Mirnapis inca ingår i släktet Mirnapis och familjen långtungebin. Inga underarter finns listade i Catalogue of Life.